# Alilovci
Alilovci su naselje u Republici Hrvatskoj u Požeško-slavonskoj županiji, u sastavu općine Kaptol.

## Zemljopis
Alilovci se nalaze južno od Kaptola na cesti prema Požegi.

## Stanovništvo
Prema popisu stanovništva iz 2001. godine Alilovci su imali 470 stanovnika.
| broj stanovnika | 192   | 197   | 194   | 226   | 269   | 299   | 314   | 358   | 355   | 359   | 358   | 416   | 463   | 454   | 470   | 410   | 318   |
|                 | 1857. | 1869. | 1880. | 1890. | 1900. | 1910. | 1921. | 1931. | 1948. | 1953. | 1961. | 1971. | 1981. | 1991. | 2001. | 2011. | 2021. |